# モーセ・コルドベロ
モーセ・コルドベロ（Mose(s) ben Jacob Corodovero, Mosheh ben Ya'aqobh Qordobhero, 1522年 - 1570年5月27日）は、イスラエルの地のラビで、カバラー学者。ラマク Ramaq として知られる。
1548年の主著「柘榴の庭　Pardes rimmonim」によって知られ、これはトーラーの神学的解釈の体系的記述となっている。

## 著作
1. Zohar Ohr Yakar - A classic commentary on the Zohar.
2. Tomer Devorah ("Palm tree [of] Deborah")
3. Ohr Neerav
4. Reshit Chochmah